# Новгородський державний університет
Новгородський державний університет імені Ярослава Мудрого (рос. Новгородский государственный университет имени Ярослава Мудрого) — класичний заклад вищої освіти в російському Великому Новгороді, заснований у 1993 році.
Член Асоціації класичних університетів Росії.

## Історія
Утворений у 1993 році шляхом об'єднання Новгородського політехнічного інституту та Новгородського державного педагогічного інституту. Церемонія відкриття університету відбулася 1 жовтня 1993 року.
Напередодні першої університетської річниці на Троїцькому розкопі в Новгороді була знайдена свинцева печатка князя Ярослава Мудрого. За пропозицією керівника Новгородської археологічної експедиції, академіка В. Л. Яніна, якого підтримали члени Вченої Ради університету і обласна адміністрація, молодому університету було присвоєно ім'я Ярослава Мудрого.
15 червня 1995 року наказом першого ректора (президента) Володимира Сороки на базі раніше існуючих музеїв МДПІ та НПІ створений музей Новгородського державного університету, який розмістився в корпусі Гуманітарного інституту в Антонієвому монастирі в будівлі колишньої духовної семінарії.
15 січня 1997 року розпорядженням Уряду Російської федерації на основі рішення вчених рад Новгородської державної сільськогосподарської академії і НовДУ, НГСГА була приєднана до університету на правах структурного підрозділу — Академії сільського господарства і природних ресурсів. Економічний факультет влітку того ж року об'єднався з університетськими факультетами економіки і менеджменту, поклавши початок Інституту економіки та управління.
У листопаді 2014 року Північно-Західна філія Сбербанку Росії відкрила на базі Інституту економіки і управління Новгородського державного університету ім. Ярослава Мудрого кафедру Сбербанку — «Банківська справа».
У квітні 2017 року став одним з регіональних опорних університетів.

## Структура
- Інститут електронних та інформаційних систем
- Гуманітарний інститут
- Інститут медичної освіти
- Інститут безперервної педагогічної освіти
- Інститут сільського господарства і природних ресурсів
- Інститут економіки і управління
- Політехнічний інститут

До складу університету входить також ряд закладів середньої професійної освіти (коледжі).
Діє також Боровицька філія Новгородського державного університету імені Ярослава Мудрого.